# 昆陽站 (臺北市)
25°03′02″N 121°35′36″E / 25.05056°N 121.59333°E

昆陽站位於台灣台北市南港區，當地地名「東新庄子」，為台北捷運板南線（南港線）沿線上的一座捷運車站。

## 車站概要
車站位於忠孝東路六段北側地下，新光里、合成里交界處，昆陽街口西側，接近向陽路口，因此規劃時曾暫名為向陽，現今站名取自所在的街道名稱（昆陽街）。本站所在地之地名為「新仔」，又稱作「東新仔」；車站編號為BL21。
2023年台北捷運於部分車站新增日本語、韓語到站廣播以及車站站名。

## 車站構造
地下二層車站，一個島式月台，四個出入口。本站設有半高式月台門。

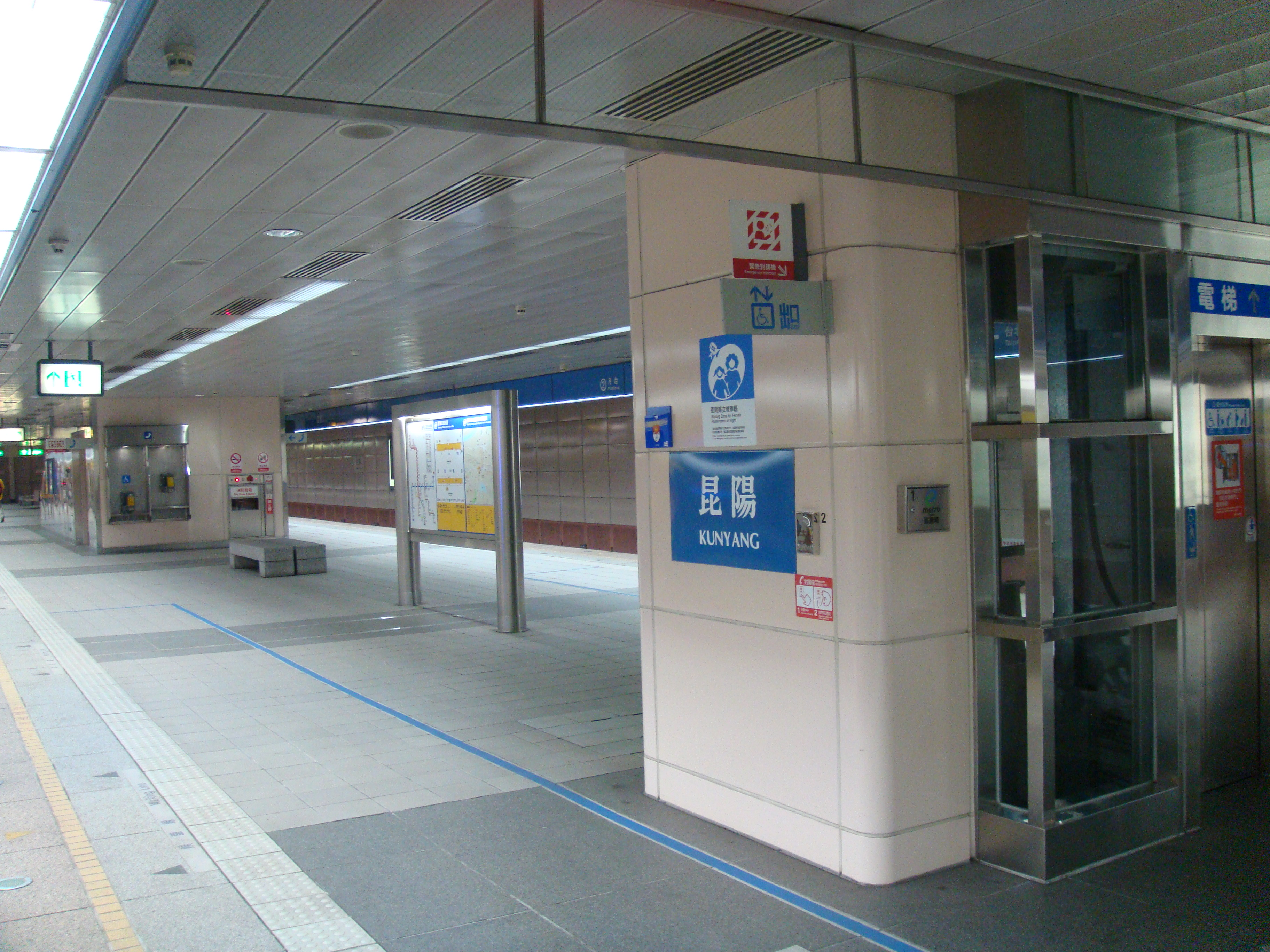
月台

### 車站樓層
| 地面      | 大廳層             | 車站大廳、詢問處、自動售票機、驗票閘門         |
| 地面      | 大廳層             | 洗手間（付費區內）                             |
| 地下 二樓 | 一月台             | ← 板南線 往南港展覽館方向（BL22 南港站）       |
| 地下 二樓 | 島式月台，左側開門 |                                                |
| 地下 二樓 | 二月台             | 板南線 往頂埔／亞東醫院方向（BL20 後山埤站） → |

註：
- 少部分列車以此站為終點站，乘客欲到南港站、南港展覽館站需在本站一月台換車。

### 車站出口
出口1、4位於車站南側，出口2、3位於車站北側，無障礙電梯接近出口4。
| 出入口  | 圖片 | 位置              |
| ------- | ---- | ----------------- |
| 出入口1 |      | 陸軍後勤指揮部    |
| 出入口2 |      | 忠孝東路六段403巷 |
| 出入口3 |      | 南港高中          |
| 出入口4 |      | 昆陽街            |

## 歷史
- 2000年12月30日：隨著南港線「昆陽－市政府」段正式通車而啟用[4]（p. 328）。
- 2008年12月18日：營業列車全面駛入南港站月台調頭，但仍會在本站1號月台預先清車，並同時恢復原有的列車行進方向設定（第一月台為上行月台；第二月台為下行月台）。
- 2008年12月25日：下午兩點隨著南港線自本站向東延伸通車至南港站[4]（p. 331）。
- 2012年9月4日：下午四點半時，在1號月台往（南港方向）發生落軌意外，有名50多歲的男子，捲入列車底下，遭列車輾斃，造成板南線全線班車延誤，導致列車停駛半小時。相關單位改採接駁公車代替，並禁止民眾由市政府站入閘，捷運營運路線昆陽站到南港站，採單線雙向行駛，並啟動忠孝復興站到南港展覽館站，免費公車接駁。
- 2016年12月15日：中午12點17分左右，一名41歲女乘客在月台因低頭滑手機未注意前方而跌落軌道，所幸當時未有列車進站以及在站務人員和其他乘客協助下救起，隨後捷運公司對該名女乘客以違反《大眾捷運法》開罰。
- 2017年10月9日：半高式月台門正式啟用。

## 利用狀況
站內穿堂層設有公共藝術《旋》。
本站在板南線延伸至南港站之前，曾為台北捷運最東邊的車站。南港機廠即位於本站附近。
| 年   | 年間       | 年間       | 年間       | 年間  | 單日平均 | 單日平均 |
| 年   | 上車       | 下車       | 上下車計   | 來源  | 上車     | 上下車   |
| ---- | ---------- | ---------- | ---------- | ----- | -------- | -------- |
| 2000 | 27,702     | 27,418     | 55,120     | [ 6 ] | 13,851   | 27,560   |
| 2001 | 3,785,473  | 4,038,743  | 7,824,216  | [ 6 ] | [ 註 1 ] | [ 註 1 ] |
| 2002 | 5,535,034  | 5,875,997  | 11,411,031 | [ 6 ] | 15,164   | 31,263   |
| 2003 | 6,293,239  | 6,696,252  | 12,989,491 | [ 6 ] | 17,242   | 35,588   |
| 2004 | 7,980,850  | 8,149,427  | 16,130,277 | [ 6 ] | 21,806   | 44,072   |
| 2005 | 8,350,260  | 8,485,275  | 16,835,535 | [ 6 ] | 22,877   | 46,125   |
| 2006 | 8,934,425  | 9,056,056  | 17,990,481 | [ 6 ] | 24,478   | 49,289   |
| 2007 | 9,645,746  | 9,739,710  | 19,385,456 | [ 6 ] | 26,427   | 53,111   |
| 2008 | 10,301,490 | 10,343,662 | 20,645,152 | [ 6 ] | 28,146   | 56,408   |
| 2009 | 7,439,136  | 7,944,291  | 15,383,427 | [ 6 ] | 20,381   | 42,146   |
| 2010 | 6,752,302  | 7,317,060  | 14,069,362 | [ 6 ] | 18,499   | 38,546   |
| 2011 | 5,787,248  | 6,187,921  | 11,975,169 | [ 6 ] | 15,855   | 32,809   |
| 2012 | 5,317,333  | 5,678,583  | 10,995,916 | [ 6 ] | 14,528   | 30,043   |
| 2013 | 5,157,017  | 5,426,089  | 10,583,106 | [ 6 ] | 14,129   | 28,995   |
| 2014 | 5,193,387  | 5,422,887  | 10,616,274 | [ 6 ] | 14,228   | 29,086   |
| 2015 | 4,911,556  | 5,096,387  | 10,007,943 | [ 6 ] | 13,456   | 27,419   |
| 2016 | 4,781,106  | 4,997,701  | 9,778,807  | [ 6 ] | 13,063   | 26,718   |
| 2017 | 4,661,264  | 4,880,300  | 9,541,564  | [ 6 ] | 12,771   | 26,141   |
| 2018 | 4,739,258  | 4,968,377  | 9,707,635  | [ 6 ] | 12,984   | 26,596   |
| 2019 | 4,783,943  | 4,996,530  | 9,780,473  | [ 6 ] | 13,107   | 26,796   |

## 公車資訊
(夜間公車有差別費率，請多加留意)
| 編號       | 經營業者           | 區間                         | 備註                             |
| ---------- | ------------------ | ---------------------------- | -------------------------------- |
| 212        | 大有巴士           | 舊莊－青年公園               | 行經西藏路、基隆路、南港路。     |
| 212夜間    | 大有巴士           | 舊莊－青年公園               |                                  |
| 212直      | 大有巴士           | 舊莊－青年公園               |                                  |
| 270        | 大都會客運         | 中華科大－西門               |                                  |
| 270區間    | 大都會客運         | 中華科大－聯合報             |                                  |
| 279        | 中興巴士、光華巴士 | 天母－東湖                   |                                  |
| 281        | 大都會客運         | 東湖－市政府                 |                                  |
| 284        | 首都客運           | 汐止社后－景美               |                                  |
| 551        | 大南汽車           | 台北花市－捷運昆陽站         |                                  |
| 600        | 中興巴士、光華巴士 | 台北車站－南港高工           |                                  |
| 817        | 新北客運           | 汐止－五分埔                 | 屬於新北市區公車。               |
| 信義幹線   | 首都客運           | 捷運昆陽站－臺北車站         | 原588                            |
| 小1 區間   | 東南客運           | 內溝－捷運昆陽站             | 部分班次繞行至康寧護專、五分街。 |
| 小3        | 東南客運           | 捷運昆陽站－翠柏新村         |                                  |
| 小3 區間   | 東南客運           | 捷運昆陽站－清白里           |                                  |
| 小5        | 東南客運           | 捷運昆陽站－光明寺           | 部分班次僅行駛至茶葉製造示範場。 |
| 小5 區間   | 東南客運           | 捷運昆陽站－大坑             |                                  |
| 小12       | 東南客運           | 捷運昆陽站－動物園           | 部分班次僅行駛至富德公墓。       |
| 小12 區間  | 東南客運           | 捷運昆陽站－中華科技大學     |                                  |
| 藍15       | 中興巴士           | 汐止－捷運昆陽站             | 屬於新北市區公車。               |
| 藍20 區間  | 光華巴士           | 南港車站－捷運劍南路站       | 搭乘本路線請留意搭乘方向         |
| 藍22       | 新北客運           | 汐止－南港花園社區           | 屬於新北市區公車。               |
| 藍23       | 光華巴士           | 汐止社后－捷運昆陽站         | 屬於新北市區公車。               |
| 藍25       | 大有巴士           | 中華科技大學－捷運昆陽站     |                                  |
| 藍36       | 首都客運           | 汐止社后－捷運昆陽站         |                                  |
| 藍50       | 東南客運           | 新湖二路－捷運昆陽站         |                                  |
| 藍51       | 東南客運           | 捷運昆陽站－安泰里           |                                  |
| 棕19       | 東南客運           | 捷運大湖公園－捷運昆陽站站   |                                  |
| 市民小巴15 | 大南汽車           | 捷運昆陽站－捷運南港展覽館站 |                                  |

## 車站周邊
| | |
| - 捷運南港機廠 - 忠孝東路六段 - 市民大道七段 - 新新公園 - 向陽路 - 昆陽街 - 東新陂 - 國防部陸軍後勤指揮部（前聯勤總部） - 中華民國衛生福利部 - 臺北流行音樂中心（實際位於本站與南港車站間） | - 衛生福利部食品藥物管理署 - 衛生福利部社會及家庭署 - 臺北市政府警察局南港分局 - 南港高中 - 南港公園 - 玉成國小 - 臺北市公共自行車租賃系統 - 捷運昆陽站(1號出口) - 捷運昆陽站(4號出口) |

## 腳註

### 來源資料
1. ↑   (新闻稿). 台北捷運. 2016-04-11  [2016-04-11]. （原始内容存档于2016-04-11） （中文（臺灣））.
2. ↑  . 臺北大眾捷運股份有限公司. 2021-01-15.
3. ↑  Metro Navi 首頁 > 設施種類 > 車站 > 昆陽站 的存檔，存档日期2009-05-07.
4. 1 2 3  徐榮崇. . 臺北市文獻委員會. 2015年12月  [2020-01-04]. ISBN 9789860469875. （原始内容存档于2020-12-07）.
5. ↑  旋 （页面存档备份，存于）.臺北市政府捷運工程局-南港線.109-11-04
6. ↑  臺北捷運公司. . 2019-02-26  [2019-08-10]. （原始内容存档于2020-11-28）. 臺北市統計資料庫查詢系統

## 外部連結
- 臺北大眾捷運股份有限公司 （页面存档备份，存于）
- 臺北市政府捷運工程局 （页面存档备份，存于）
- 昆陽站位置圖（台北捷運公司） （页面存档备份，存于）
- 昆陽站車站剖面相關位置圖（台北捷運公司） （页面存档备份，存于）
- 販賣店現況 （页面存档备份，存于）